# Gaurax paradoxocerus
Gaurax paradoxocerus är en tvåvingeart som beskrevs av Nartshuk 1963. Gaurax paradoxocerus ingår i släktet Gaurax och familjen fritflugor. Inga underarter finns listade i Catalogue of Life.